# کوتینیو (بازیکن فوتبال، زاده ۱۹۴۳)
آنتونیو ویلسون وییرا اونوریو (انگلیسی: Antônio Wilson Vieira Honório; ۱۱ ژوئن ۱۹۴۳ – ۱۱ مارس ۲۰۱۹) بازیکن فوتبال اهل برزیل بود.
از باشگاه‌هایی که در آن بازی کرده‌است می‌توان به باشگاه ورزشی ویتوریا، باشگاه فوتبال سانتوس، اشاره کرد.
وی همچنین در تیم ملی فوتبال برزیل بازی کرده‌است.